# Berner Sport Club Young Boys 2001-2002
Questa voce raccoglie le informazioni riguardanti il Berner Sport Club Young Boys nelle competizioni ufficiali della stagione 2001-2002.

## Stagione
Nella stagione 2001-2002 il Young Boys, allenato da Marco Schällibaum, concluse il campionato di Lega Nazionale A al 7º posto. Il Young Boys concluse il girone di play-off al 7º posto.

## Rosa
| N. |                               | Ruolo | Calciatore          |
| -- | ----------------------------- | ----- | ------------------- |
| 1  | Italia (bandiera)             | P     | Paolo Collaviti     |
| 2  | Lussemburgo (bandiera)        | C     | Paul Bollendorff    |
| 3  | Svizzera (bandiera)           | D     | Adrian Eugster      |
| 4  | Armenia (bandiera)            | D     | Harutyun Vardanyan  |
| 5  | Svizzera (bandiera)           | D     | Mark Disler         |
| 6  | Macedonia del Nord (bandiera) | D     | Aleksandar Mitreski |
| 7  | Svizzera (bandiera)           | A     | Reto Burri          |
| 8  | Svizzera (bandiera)           | C     | Gürkan Sermeter     |
| 9  | Svizzera (bandiera)           | C     | Martin Fryand       |
| 10 | Israele (bandiera)            | C     | Avi Tikva           |
| 11 | Svizzera (bandiera)           | C     | Joël Descloux       |
| 13 | Svizzera (bandiera)           | D     | Erich Hänzi         |
| 14 | Armenia (bandiera)            | C     | Art'owr Petrosyan   |
| 15 | Svizzera (bandiera)           | A     | Thomas Häberli      |
| 16 | Svizzera (bandiera)           | D     | Diango Malacarne    |

| N. |                          | Ruolo | Calciatore       |
| -- | ------------------------ | ----- | ---------------- |
| 17 | Svizzera (bandiera)      | D     | Andrea Rotanzi   |
| 18 | Svizzera (bandiera)      | P     | Adrian Schneuwly |
| 19 | Svizzera (bandiera)      | A     | Johan Berisha    |
| 21 | Svizzera (bandiera)      | D     | Alain Rochat     |
| 22 | Svizzera (bandiera)      | P     | Adrian Lingenhag |
| 23 | Togo (bandiera)          | A     | Sadik Coubageat  |
| 24 | Nigeria (bandiera)       | C     | Patrick Eseosa   |
| 25 | Svizzera (bandiera)      | C     | Francis Nzati    |
| 27 | Svizzera (bandiera)      | A     | Johan Vonlanthen |
| 28 | Svizzera (bandiera)      | D     | Steve Schaad     |
| 29 | Svizzera (bandiera)      | D     | Fabian Geiser    |
| 36 | Svizzera (bandiera)      | D     | Vincenzo Vella   |
| 26 | Liechtenstein (bandiera) | A     | Ronny Büchel     |
| 34 | Venezuela (bandiera)     | A     | Jansse Pérez     |

## Organigramma societario
Area tecnica
- Allenatore: Marco Schällibaum
- Allenatore in seconda: Harry Gämperle
- Preparatore dei portieri:
- Preparatori atletici:

## Calciomercato

### Sessione estiva
| Acquisti | Acquisti | Acquisti | Acquisti |
| R.       | Nome     | da       | Modalità |
| -------- | -------- | -------- | -------- |

| Cessioni | Cessioni | Cessioni | Cessioni |
| R.       | Nome     | a        | Modalità |
| -------- | -------- | -------- | -------- |

### Sessione invernale
| Acquisti | Acquisti | Acquisti | Acquisti |
| R.       | Nome     | da       | Modalità |
| -------- | -------- | -------- | -------- |

| Cessioni | Cessioni | Cessioni | Cessioni |
| R.       | Nome     | a        | Modalità |
| -------- | -------- | -------- | -------- |

## Risultati

### Lega Nazionale A

#### andata
| Arbitro: | Rogalla |

|           |           |           |
| Burri 69’ | Marcatori | 18’ Rossi |

| Arbitro: | Circhetta |

|                       |           |                                    |
| Kuźba 81’ (rig.), 90’ | Marcatori | 8’ Sermeter 34’ Berisha 60’ Fryand |

| Arbitro: | Busacca |

|              |           |              |
| Ippoliti 42’ | Marcatori | 90’ Sermeter |

| Arbitro: | Petignat |

|            |           |            |
| Berisha 7’ | Marcatori | 37’ Pallas |

| Arbitro: | Schluchter |

|  |           |                                                  |
|  | Marcatori | 31’ Petrosyan 51’ Berisha 70’ Tikva 81’ Descloux |

| Arbitro: | Schmid |

|                                     |           |                             |
| Berisha 6’, 51’ Sermeter 48’ (rig.) | Marcatori | 14’ Moreira 81’ Constantino |

| Arbitro: | Salm |

|                                        |           |           |
| Chipperfield 14’ Giménez 31’ Ergić 37’ | Marcatori | 73’ Hänzi |

| Arbitro: | Schoch |

|                                   |           |  |
| Sermeter 19’ (rig.) Petrosyan 90’ | Marcatori |  |

| Arbitro: | Petignat |

|                                  |           |  |
| Comisetti 38’, 75’ Obradović 82’ | Marcatori |  |

| Arbitro: | Rutz |

|                        |           |            |
| Tikva 29’ Sermeter 81’ | Marcatori | 90’ Okpala |

| Arbitro: | Bertolini |

|                                                      |           |           |
| Vardanyan 47’ (aut.) Di Jorio 53’ Jefferson 60’, 69’ | Marcatori | 24’ Tikva |

#### ritorno
| Lugano 22 settembre 2001, ore 16:45 CEST 12ª giornata | Lugano | 0 – 0 referto | Young Boys | Stadio di Cornaredo (2 600 spett.)\| Arbitro: \| Meier \| |
| Arbitro:                                              | Meier  |               |            |                                                           |

| Arbitro: | Schoch |

|                                                                               |           |  |
| Descloux 6’ Berisha 12’ Gobet 49’ (aut.) Petrosyan 66’, 77’ Sermeter 71’, 90’ | Marcatori |  |

| Arbitro: | Schluchter |

|               |           |                                   |
| Petrosyan 78’ | Marcatori | 6’ Núñez 75’ Spycher 90’ Castillo |

| Zurigo 14 ottobre 2001, ore 16:15 CEST 15ª giornata | Zurigo  | 0 – 0 referto | Young Boys | Stadio Letzigrund (7 780 spett.)\| Arbitro: \| Busacca \| |
| Arbitro:                                            | Busacca |               |            |                                                           |

| Arbitro: | Schüttengruber |

|                                                           |           |                |
| Petrosyan 42’ Tikva 55’ (rig.), 79’ Hänzi 87’ Häberli 90’ | Marcatori | 68’ Wiederkehr |

| Arbitro: | Leuba |

|            |           |  |
| Poueys 63’ | Marcatori |  |

| Arbitro: | Petignat |

|                        |           |                        |
| Malacarne 9’ Tikva 20’ | Marcatori | 33’ Giménez 76’ Varela |

| Neuchâtel 18 novembre 2001, ore 14:30 CET 19ª giornata | Neuchâtel Xamax | 0 – 0 referto | Young Boys | La Maladière (7 800 spett.)\| Arbitro: \| Etter \| |
| Arbitro:                                               | Etter           |               |            |                                                    |

| Arbitro: | Meier |

|  |           |          |
|  | Marcatori | 8’ Oruma |

| Arbitro: | Leuba |

|                    |           |  |
| Tarone 42’ Gil 87’ | Marcatori |  |

| Arbitro: | Busacca |

|                     |           |  |
| Sermeter 90’ (rig.) | Marcatori |  |

### Play-off

#### andata
| Arbitro: | Bertolini |

|                                                           |           |  |
| Tikva 4’ (rig.) Vardanyan 25’ Descloux 45’ Vonlanthen 89’ | Marcatori |  |

| Arbitro: | Wildhaber |

|               |           |               |
| Chapuisat 69’ | Marcatori | 57’ Vardanyan |

| Arbitro: | Rogalla |

|                                              |           |           |
| Marcelo 45’ (aut.) Descloux 89’ Sermeter 90’ | Marcatori | 15’ Sanou |

| Arbitro: | Leuba |

|                            |           |  |
| Giménez 37’ Cantaluppi 45’ | Marcatori |  |

| Arbitro: | Meier |

|                       |           |                     |
| Bastida 49’ Rossi 63’ | Marcatori | 84’ (rig.) Sermeter |

| Arbitro: | Rutz |

|                                             |           |                       |
| Tikva 13’ Sermeter 28’ (rig.) Petrosyan 66’ | Marcatori | 88’ Chassot 90’ Yasar |

| Arbitro: | Rogalla |

|              |           |  |
| Sermeter 28’ | Marcatori |  |

#### ritorno
| Arbitro: | Leuba |

|                         |           |             |
| Gane 29’, 86’ Jenny 73’ | Marcatori | 52’ Häberli |

| Arbitro: | Beck |

|                |           |  |
| Yasar 45’, 59’ | Marcatori |  |

| Arbitro: | Meier |

|                                 |           |                        |
| Berisha 13’ Descloux 17’ (rig.) | Marcatori | 60’ Bastida 87’ Gaspoz |

| Arbitro: | Bertolini |

|  |           |                                              |
|  | Marcatori | 11’ (aut.) Berisha 12’ Tum 58’ Koumantarakis |

| Ginevra 27 aprile 2002, ore 19:30 CEST 12ª giornata | Servette | 0 – 0 referto | Young Boys | Parc des Sports (4 267 spett.)\| Arbitro: \| Sowa \| |
| Arbitro:                                            | Sowa     |               |            |                                                      |

| Arbitro: | Busacca |

|            |           |                                      |
| Rochat 63’ | Marcatori | 29’ Petrić 84’ Mikari 90’, 90’ Núñez |

| Arbitro: | Etter |

|                             |           |           |
| Moreira 15’, 90’ M'Futi 54’ | Marcatori | 26’ Tikva |

## Statistiche

### Statistiche di squadra
| Competizione     | Punti | In casa | In casa | In casa | In casa | In casa | In casa | In trasferta | In trasferta | In trasferta | In trasferta | In trasferta | In trasferta | Totale | Totale | Totale | Totale | Totale | Totale | DR |
| Competizione     | Punti | G       | V       | N       | P       | Gf      | Gs      | G            | V            | N            | P            | Gf           | Gs           | G      | V      | N      | P      | Gf     | Gs     | DR |
| ---------------- | ----- | ------- | ------- | ------- | ------- | ------- | ------- | ------------ | ------------ | ------------ | ------------ | ------------ | ------------ | ------ | ------ | ------ | ------ | ------ | ------ | -- |
| Lega Nazionale A | 31    | 11      | 6       | 3       | 2       | 25      | 12      | 11           | 2            | 4            | 5            | 10           | 16           | 22     | 8      | 7      | 7      | 35     | 28     | +7 |
| Play-off         | -     | 7       | 4       | 1       | 2       | 14      | 12      | 7            | 0            | 2            | 5            | 4            | 13           | 14     | 4      | 3      | 7      | 18     | 25     | -7 |
| Totale           | 31    | 18      | 10      | 4       | 4       | 39      | 24      | 18           | 2            | 6            | 10           | 14           | 29           | 36     | 12     | 10     | 14     | 53     | 53     | 0  |

### Andamento in campionato
| Giornata  | 1 | 2 | 3 | 4 | 5 | 6 | 7 | 8 | 9 | 10 | 11 | 12 | 13 | 14 | 15 | 16 | 17 | 18 | 19 | 20 | 21 | 22 |
| --------- | - | - | - | - | - | - | - | - | - | -- | -- | -- | -- | -- | -- | -- | -- | -- | -- | -- | -- | -- |
| Luogo     | C | T | T | C | T | C | T | C | T | C  | T  | T  | C  | C  | T  | C  | T  | C  | T  | C  | T  | C  |
| Risultato | N | V | N | N | V | V | P | V | P | V  | P  | N  | V  | P  | N  | V  | P  | N  | N  | P  | P  | V  |
| Posizione | 5 | 4 | 4 | 7 | 3 | 2 | 4 | 2 | 3 | 1  | 3  | 5  | 2  | 5  | 6  | 3  | 6  | 7  | 7  | 7  | 7  | 7  |

Legenda:

Luogo: C = Casa; T = Trasferta. Risultato: V = Vittoria; N = Pareggio; P = Sconfitta.

### Statistiche dei giocatori
| J. Berisha     | 21 | 6 | 2 | 0 |
| P. Bollendorff | 0  | 0 | 0 | 0 |
| R. Burri       | 12 | 1 | 0 | 0 |
| R. Büchel      | 0  | 0 | 0 | 0 |
| P. Collaviti   | 22 | 0 | 0 | 0 |
| S. Coubageat   | 4  | 0 | 1 | 0 |
| J. Descloux    | 22 | 2 | 1 | 0 |
| M. Disler      | 9  | 0 | 0 | 1 |
| P. Eseosa      | 15 | 0 | 1 | 0 |
| A. Eugster     | 21 | 0 | 4 | 0 |
| M. Fryand      | 18 | 1 | 1 | 0 |
| F. Geiser      | 0  | 0 | 0 | 0 |
| T. Häberli     | 19 | 1 | 1 | 0 |
| E. Hänzi       | 19 | 2 | 1 | 0 |
| A. Lingenhag   | 0  | 0 | 0 | 0 |
| D. Malacarne   | 18 | 1 | 4 | 0 |
| A. Mitreski    | 13 | 0 | 4 | 0 |
| F. Nzati       | 1  | 0 | 0 | 0 |
| A. Petrosyan   | 19 | 6 | 6 | 0 |
| J. Pérez       | 0  | 0 | 0 | 0 |
| A. Rochat      | 13 | 1 | 2 | 0 |
| A. Rotanzi     | 2  | 0 | 0 | 0 |
| S. Schaad      | 0  | 0 | 0 | 0 |
| A. Schneuwly   | 0  | 0 | 0 | 0 |
| G. Sermeter    | 21 | 8 | 2 | 0 |
| D. Seweryn     | 5  | 0 | 0 | 0 |
| D. Tholot      | 2  | 0 | 0 | 0 |
| A. Tikva       | 22 | 6 | 2 | 0 |
| H. Vardanyan   | 21 | 0 | 5 | 0 |
| V. Vella       | 0  | 0 | 0 | 0 |
| J. Vonlanthen  | 0  | 0 | 0 | 0 |
| M. Wölfli      | 0  | 0 | 0 | 0 |